# Rhynchospora leptorhyncha
Rhynchospora leptorhyncha är en halvgräsart som beskrevs av Charles Wright. Rhynchospora leptorhyncha ingår i släktet småag, och familjen halvgräs. Inga underarter finns listade i Catalogue of Life.